# Frédéric Gustave Eichhoff
Frédéric Gustave Eichhoff németül: Friedrich Gustav Eichhoff (Le Havre, 1799. augusztus 17. – Párizs, 1875. május 10.) francia filológus, író és tanár.

## Élete
Hamburgi kereskedő fiaként született. Frankfurtban nevelkedett és tanult és 1827-ben az orléansi herceg (a későbbi Lajos Fülöp király) gyermekeinek nevelője volt, 1830-ban a király könyvtárosa lett. 1842-ben Lyonba az idegen irodalmak tanárává, 1855-ben a középiskolák főfelügyelőjévé nevezték ki. 

## Művei
- Études grecques sur Virgile (1825, 3 kötet)
- Parallèle des langues de l'Europe et de l'Inde (1836)
- Histoire de la langue et de la littérature des Slaves (1839)
- Tableau de la littérature du Nord au moyen-âge en Allemagne, en Angleterre et en Scandinavie (1850)
- Études sur Ninive, Persépolis et la mythologie de l'Edda (1855)
- Poésie héroïque des Indiens comparée à l'épopée grecque et romaine (1860)
- Concordance des quatre Évangiles (1861)
- Grammaire générale indo-européenne (1867)

Suckauval együtt a Dictionnaire étymologique des racines allemandes (1840, új kiadás 1855) című szótárt adta ki.